# 市政厅广场 (雷恩)

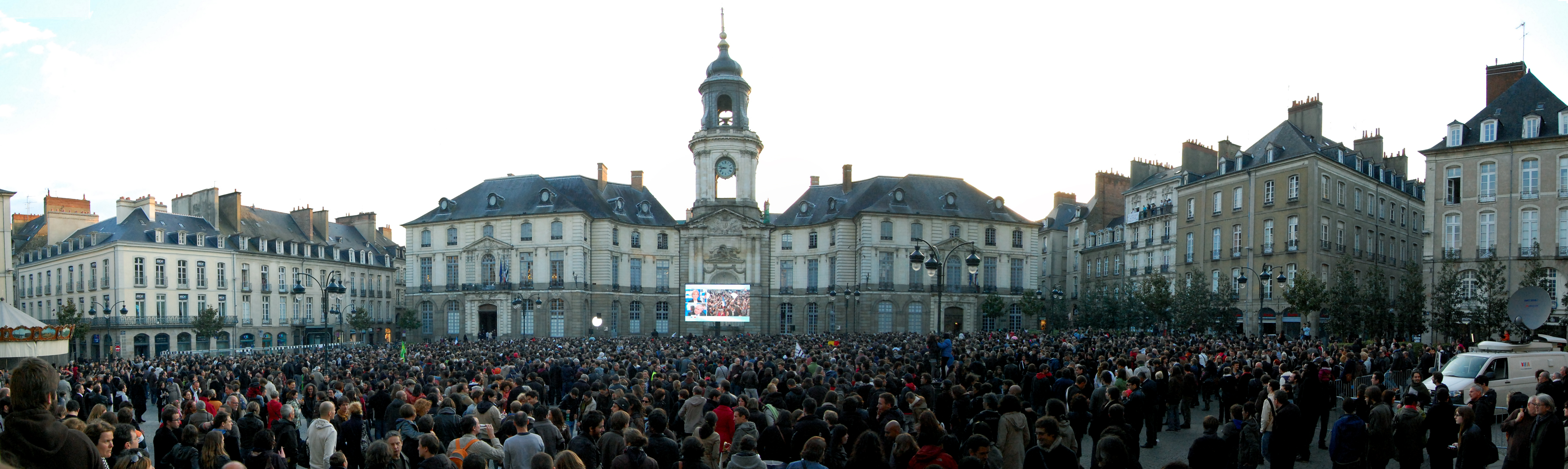

市政厅广场（Place de la Mairie）是一个长方形广场，位于法国布列塔尼大区首府雷恩市中心，得名于广场上的雷恩市政厅。
雷恩市政厅位于广场西侧，而雷恩歌剧院坐落在广场东侧。西南方的费迪南·比松街（Rue Ferdinand-Buisson）、东南方的 Rue de Coetquen、西北方的Rue de l'Hermine和东北方的Rue de Brilhac交汇于此。

## 历史
市政厅广场开辟于1720年大火之后。
1754年，广场上安放让-巴蒂斯特·勒莫因（Jean-Baptiste Lemoyne）的路易十五雕像。.
1793年，这里安装了断头台，Charles Elliot 和 René Maloeuvre 在此处死。

## 建筑
雷恩市政厅和雷恩歌剧院均被列为法国历史遗迹加以保护。